# باغ‌وحش ممفیس
باغ وحش ممفیس (به انگلیسی: Memphis Zoo) یک باغ‌وحش در میدتاون، ممفیس، تنسی، ایالات متحده آمریکا است. این باغ‌وحش منزلگاه بیش از ۳۵۰۰ حیوان است که بیش از ۵۰۰ گونه مختلف را به نمایش گذاشته است. این باغ‌وحش که در آوریل ۱۹۰۶ ایجاد شد، به مدت بیش از ۱۰۰ سال مستأجر اصلی پارک اورتون بوده است. زمینی که در حال حاضر برای باغ وحش ممفیس تخصیص داده شده است توسط طرح جامع پارک اورتون در سال ۱۸۸۸ تعیین گردیده است، این زمین متعلق به شهر ممفیس است.
در سال ۲۰۰۸، باغ وحش ممفیس توسط سایت تریپ ادوایزر به عنوان دارنده رتبه اول «باغ وحش در ایالات متحده» شناخته شد. رتبه‌بندی بر اساس آراء بازدیدکنندگان بود.
از اوایل دهه ۱۹۹۰، باغ وحش ممفیس بیش از ۷۷ میلیون دلار برای نوسازی و توسعه سرمایه‌گذاری کرده است. حیوانات درون این باغ وحش در سه ناحیه با ۱۹ نمایشگاه همچون تیتان ترک، گذرگاه شمال غربی و چین، محل زندگی پانداهای غول پیکر به نام یا یا و لی لی اقامت داشتند. لی لی در اوایل ماه فوریه ۲۰۲۳، در باغ‌وحش ممفیس درگذشت. بعد از مرگ لی لی، یا یا بعد از بیست سال اقامت در این باغ‌وحش به پکن بازگردانده شد و به باغ‌وحش پکن منتقل گردید.
باغ‌وحش ممفیس یکی از اعضای معتبر اتحادیه باغ‌وحش‌ها و آکواریوم‌ها (AZA) است.

## تاریخچه
اوائل دهه ۱۹۰۰
باغ‌وحش در روز ۴ آوریل ۱۹۰۶، با هزینه‌ای بالغ بر ۱٬۲۰۰ دلار به واسطه کمیسیون پارک ممفیس تأسیس شد. در ماه اوت ۱۹۰۶، ۲۳ قفس یا حصار نگهداری حیوانات و محوطه بتونی نگهداری خرس با هزینه ۳٬۶۲۸ دلار به لطف ریاست کمیسیون، سرهنگ رابرت گلووی ساخته شد.
در سال ۱۹۰۷، ساخت سالن گلووی، اولین بنای باغ‌وحش ممفیس به پایان رسید. نامگذاری این ساختمان به افتخار سرهنگ گلووی انجام گرفت ولی بعد به خاطر ایجاد مکانی جدیدتر برای نمایش حیوانات تخریب شد.
در سال ۱۹۰۹، ساختمان کارنیوارا برای نگهداری اولین گربه سانان در باغ‌وحش ساخته شد. مدتی بعد آنها به کت کانتری منتقل شده و این ساختمان به رستوران داخلی باغ‌وحش تبدیل گردید.
محل نگهداری فیل در سال ۱۹۱۰ افتتاح شد. از این ساختمان در حال حاضر به عنوان بخش آموزش باغ‌وحش نگهداری می‌شود و فیل‌ها به مکان نگهداری آفریکن ولت منتقل شدند.
در سال ۱۹۱۶، ساختمان نمایش گیاه‌شناسی افتتاح شد که بعد به مکان نگهداری پرندگان گرمسیری تبدیل شد. در سال ۱۹۳۶، اولین مکان نگهداری نخستی‌سانان باغ‌وحش، مانکی آیلند ساخته شد که در سال ۱۹۹۵ توسط پرایمیت کانیون (Primate Canyon) جایگزین شد.
میانه دهه ۱۹۹۰
در سال ۱۹۵۹، بخش آکواریوم تکمیل شد. بخش آکواریوم یکی از قدیمی‌ترین محل نمایش در باغ‌وحش ممفیس است. این ساختمان محل نگهداری آبزیان مرتبط با زیست‌بوم آب شور و شیرین است. این مکان در سال ۱۹۷۹، تحت تعمیرات اساسی قرار گرفت.
باغ خزندگان در سال ۱۹۶۰ ساخته شد که در آن سوی مکان نگهداری پرندگان گرمسیری قرار دارد. در باغ خزندگان، مار، تمساح، مارمولک و قورباغه نگهداری می‌شود. چند سال بعد ساخت مکان جدید فیل‌ها تکمیل شد و فیل‌ها از مکان قدیمی به آنجا منتقل شدند.
اواخر دهه ۱۹۹۰ تا کنون
درگاه ورودی باغ‌وحش در سال ۱۹۹۰ نوسازی گردید. مسیر اصلی ورودی توسط معمار جفری بورچارت طراحی شده بود. این مسیر به عنوان «خیابان حیوانات» لقب گرفت که بن‌مایه مجلل مصری را به نمایش می‌گذارد که از خیابان ابولهول در مصر الگوبرداری کرده است. نمای سر در باغ‌وحش یک دیواره به ابعاد ۴۰ در ۱۶۳ اینچ را در معرض دید قرار داده است که تمام حیوانات داخل باغ‌وحش را به خط هیروگلیف درج کرده است. در تابلوی بالایی، بیانیه مأموریت باغ‌وحش ممفیس به خط هیروگلیف نوشته شده است.

## نمایش‌ها

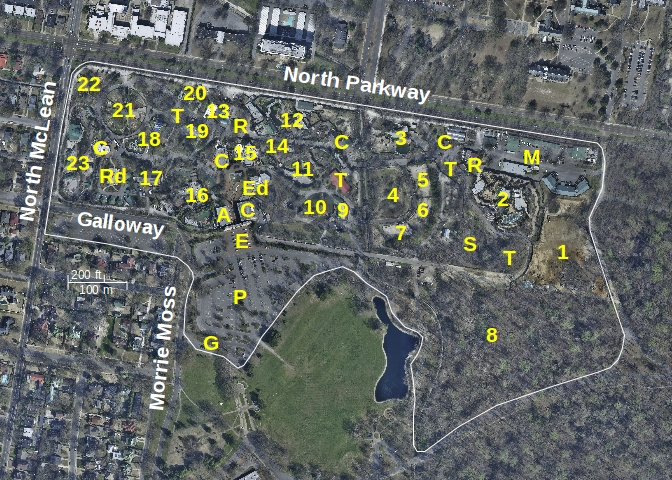
مکان نمایش و امکانات باغ‌وحش از نمای دید پرنده.
فهرست
مکان نمایش:
۱ تیتان ترک*
۲ گذرگاه شمال‌غربی
۳ فیل
۴ گورگوزن، غزال، شترمرغ
۵ گورخر، تیزشاخ
۶ کل ابلق
۷ زرافه
۸ کوره‌راه سرازیری چیکاسو (Chickasaw Bluff Trail) (طراحی شده)
۹ پرندگان و زنبورها (فصل خاص)
۱۰ پرندگان آبزی
۱۱ پرایمیت کانیون
۱۲ مکان نمایش مربوط به چین
۱۳ اسب آبی
۱۴ بونوبو
۱۵ حیوانات شب‌گرد
۱۶ کت کانتری
۱۷ خانه پرندگان گرمسیری
۱۸ صخره پنگوئن، پلیکان
۱۹ باغ خزندگان
۲۰ لانه اژدها
۲۱ Round Barn
۲۲ آکواریوم
۲۳ روزی روزگاری مزرعه
امکانات:
A مدیریت
C Concessions
E محوطه بدو ورود
Ed مرکز آموزش
G گیت پارکینگ
M تعمیر و نگهداری
P پارکینگ
R سرویس بهداشتی
Rd سوارکاری
S اسکیت روی یخ (فصل خاص)
T میز ویژه خورد و خوراک
* در حال ساخت طبق این تصور که مربوط به سال ۲۰۰۸ است.

باغ‌وحش، میزبان نمایش‌های مدرنی است که زیستگاه طبیعی حیوانات را سرمشق قرار داده است، نمونه‌هایی از آن روزی روزگاری مزرعه، کت کانتری، پرایمیت کانیون، لانه اژدها، حیوانات شب‌گرد، خانه پرندگان گرمسیری، باغ خزندگان، آکواریوم، آفریکن ولت، منزلگاه اسب آبی رودخانه زامبزی، چین، گذرگاه شمال‌غربی و تیتان ترک هستند. برای بازدید از تمام مکان‌های نمایشی باغ‌وحش نیاز به پیمودن حدود ۲ مایل (۳٫۲ کیلومتر) به صورت پیاده‌روی است. تراموا که در فصول خاصی از سال به فعالیت می‌پردازد با پرداخت هزینه کمی همراه با راهنمای تور باغ‌وحش در دسترس بازدیدکندگان قرار دارد، ترامواها همچنین برای انتقال بازدیدکنندگان برای مکان‌های در معرض بازدید که در فاصله دوری قرار دارند، مفید هستند. از دیگر امکانات جذاب باغ‌وحش کاروسل، ناحیه‌ای برای سوارکاری، یک قطار مینیاتوری که منظره خوبی از بخش روزی روزگاری مزرعه و تعدادی زمینه در سوی فروشگاه کادوئی و رستوران می‌باشد؛ بسیاری از این تسهیلات رفاهی در فصول خاصی از سال به فعالیت می‌پردازند. محوطه بازی خردسالان در جنب کافه کَت هاوس واقع شده است تعدادی نواحی مختص استراحت و تناول خوراکی توسط خانواده‌ها در زیر درختستان برقرار گردیده است. پیست اسکی روی یخ در فصل خاصی از سال به فعالیت می‌پردازد، مساحت پیست خیمه‌پوش شده بالغ بر ۵٬۴۰۰ فوت مربع برای اسکیت بازی است. شترسواری و غذا دادن به زرافه با پرداخت هزینه، از ماه مارس تا اکتبر ۲۰۱۲ در دسترس بود.
باغ‌وحش به سه ناحیه تقسیم‌بندی شده است که در مجموع، ۱۹ مکان نمایش مختلف را جلوه‌گر ساخته است.
ناحیه شرق
تیتان ترک

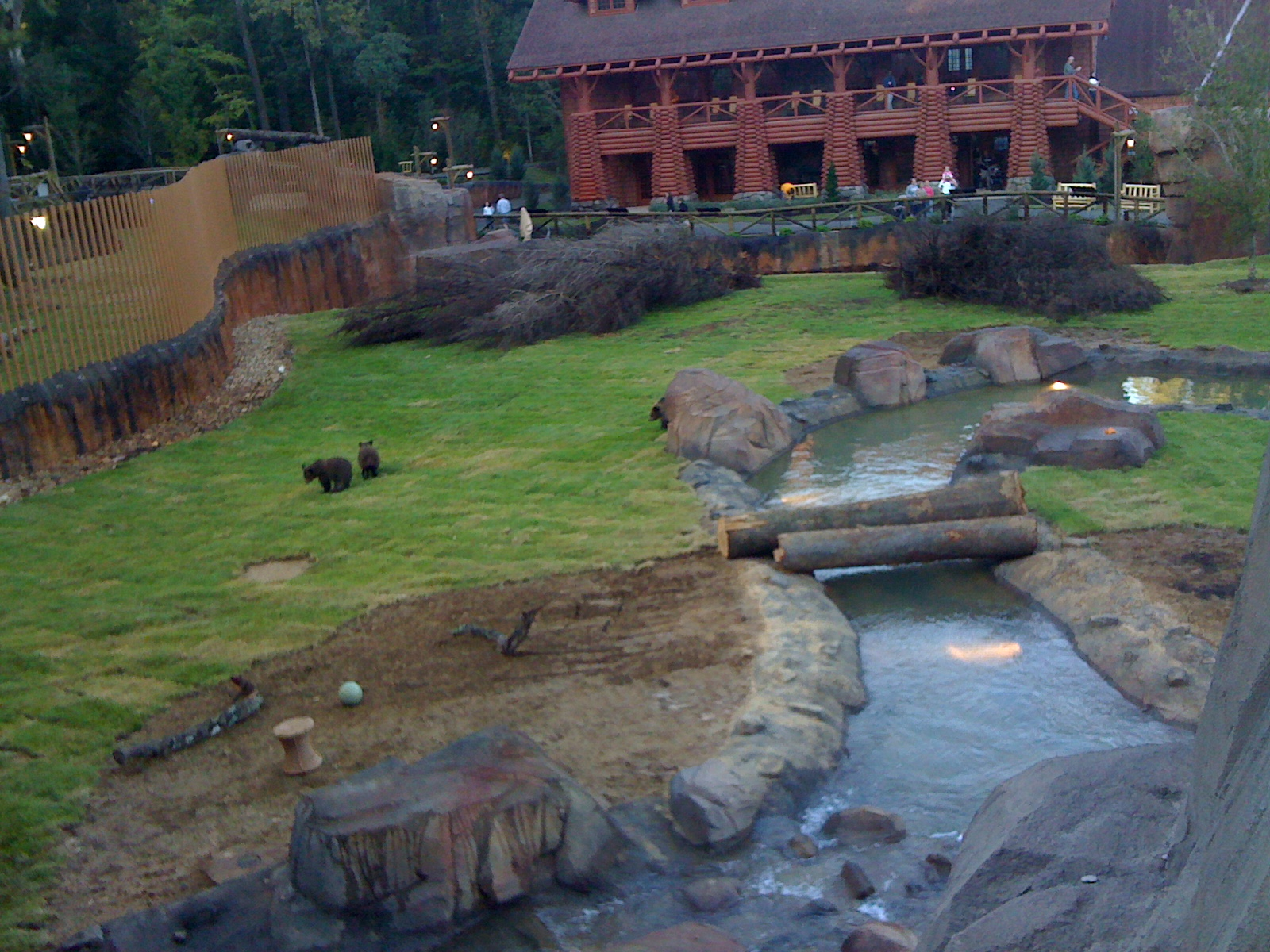
خرس‌های جوان گریزلی در تیتان ترک

این مکان نمایش به مساحت ۴ جریب فرنگی (۱٫۶ هکتار) که در ماه اکتبر ۲۰۰۹ افتتاح شد، نشانه‌هایی از پارک ملی یلواستون را به باغ‌وحش ممفیس می‌آورد. واژه «تیتان» به رشته کوه تیتان در وایومینگ اشاره دارد. بخش تیتان ترک با مدلی از آبفشان الد فیتفول (در پارک ملی یلواستون) با ارتفاعی بالغ بر ۲۵ فوت (۷٫۶ متر) و مدلی از هتل الد فیتفول این به مساحت ۵٬۰۰۰ فوت‌مربع (۴۶۰ مترمربع) به نام گریت لاج آغاز می‌شود، که در آنجا توضیحات به صورت فرمت تعاملی در دسترس است. این مکان نمایشی منزلگاه برخی از گونه‌های کلیدی اکوسیستم یلواستون شامل خرس گریزلی، واپیتی، گرگ شمال غرب، قوی شیپورچی، تشی آمریکای شمالی، خرس سیاه آمریکایی و درنای شنزار می‌باشد. مسیر مکان‌های نمایش در این ناحیه، یک آبگیر ماهیگیری خرس‌ها را به صورت زیر آبی برای بازدید کننده‌ها فراهم کرده است و یک منظره چشمگیر مدلی از آبشار فایرهول یلواستون، به اندازه ۲۵ فوت (۷٫۶ متر) را در معرض دید قرار داده است.
گذرگاه شمال‌غربی

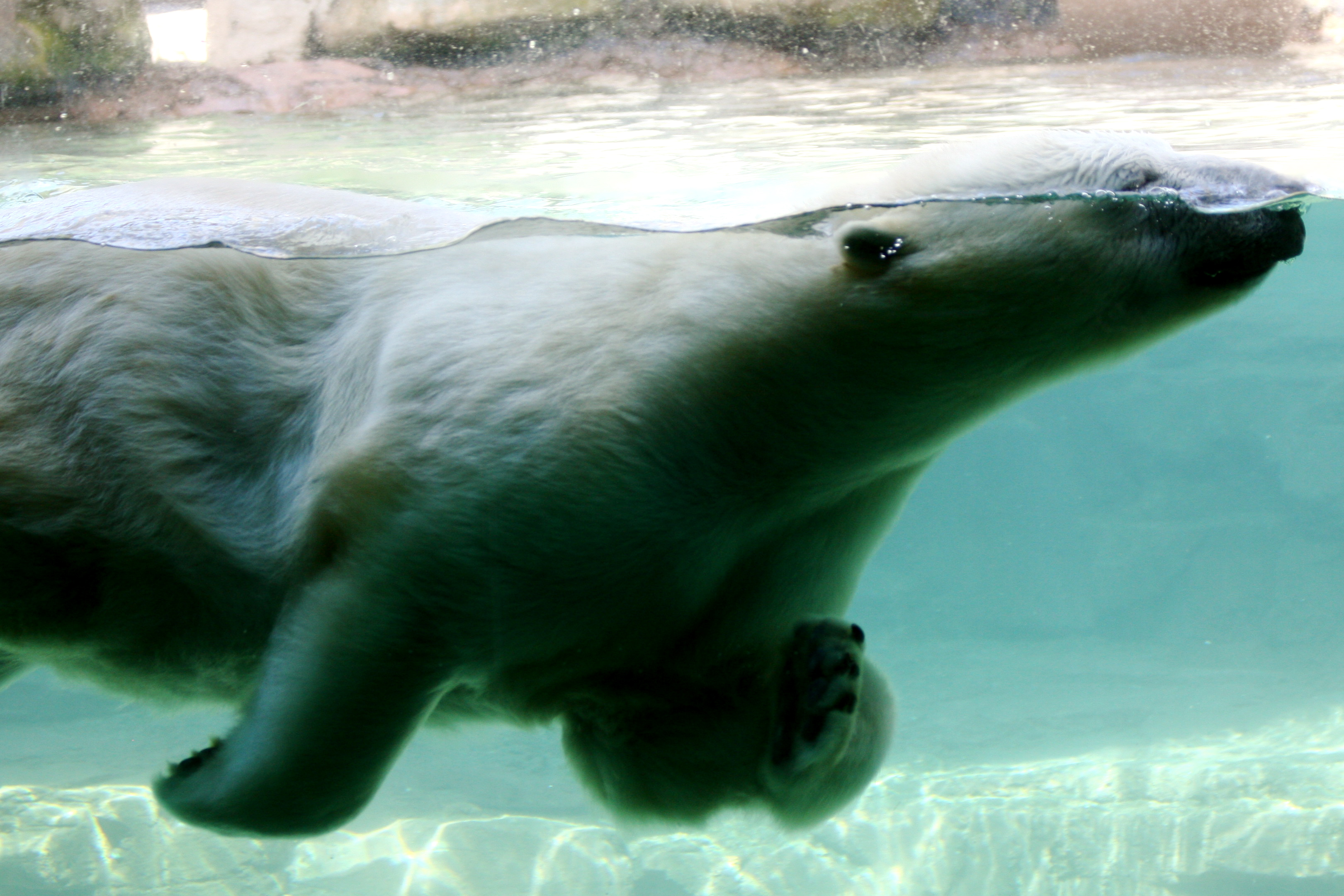
خرس قطبی در حال شنا در بخش گذرگاه شمال غربی

این مکان نمایش که با هزینه ساخت بالغ بر ۲۳ میلیون دلار در روز ۱ مارس ۲۰۰۶ افتتاح شد، منزلگاه خرس‌های قطبی است و ساختمانی دارد که امکان مشاهده زیر سطوح آب برای مشاهده شنا و آب‌سواری شیر دریایی در دسترس است و دارای ۵۰۰ صندلی آمفی‌تئاتر برای تماشای اجرای نمایش روزانه شیر دریایی است. درون‌مایه این مکان نمایشی ادای احترام به فرهنگ اقوام اولیه کانادا در بریتیش کلمبیا، استان غربی کانادا، حیواناتی که در شمال‌غربی پاسیفیک زیست می‌کنند و باغبانی علمی آن است. پیام‌های حفاظت از منابع طبیعی با الهام از رئیس سیاتل، رهبر معروف سرخ‌پوستان ایالات متحده آمریکا، در سرتاسر این مکان نمایشی پخش می‌شود. شش عدد تیرک خویشاوندی که روی آنها با دست حکاکی انجام گرفته است در سراسر این ناحیه بر پا شده‌اند، هنگامی که این تیرک‌ها وارد باغ‌وحش گردید برای آنها مراسم دعای خیر بومیان آمریکا انجام شد. گذرگاه شمال‌غربی منزلگاه عقاب سرسفید آمریکایی و غراب گردن‌سفید است.
آفریکن ولت

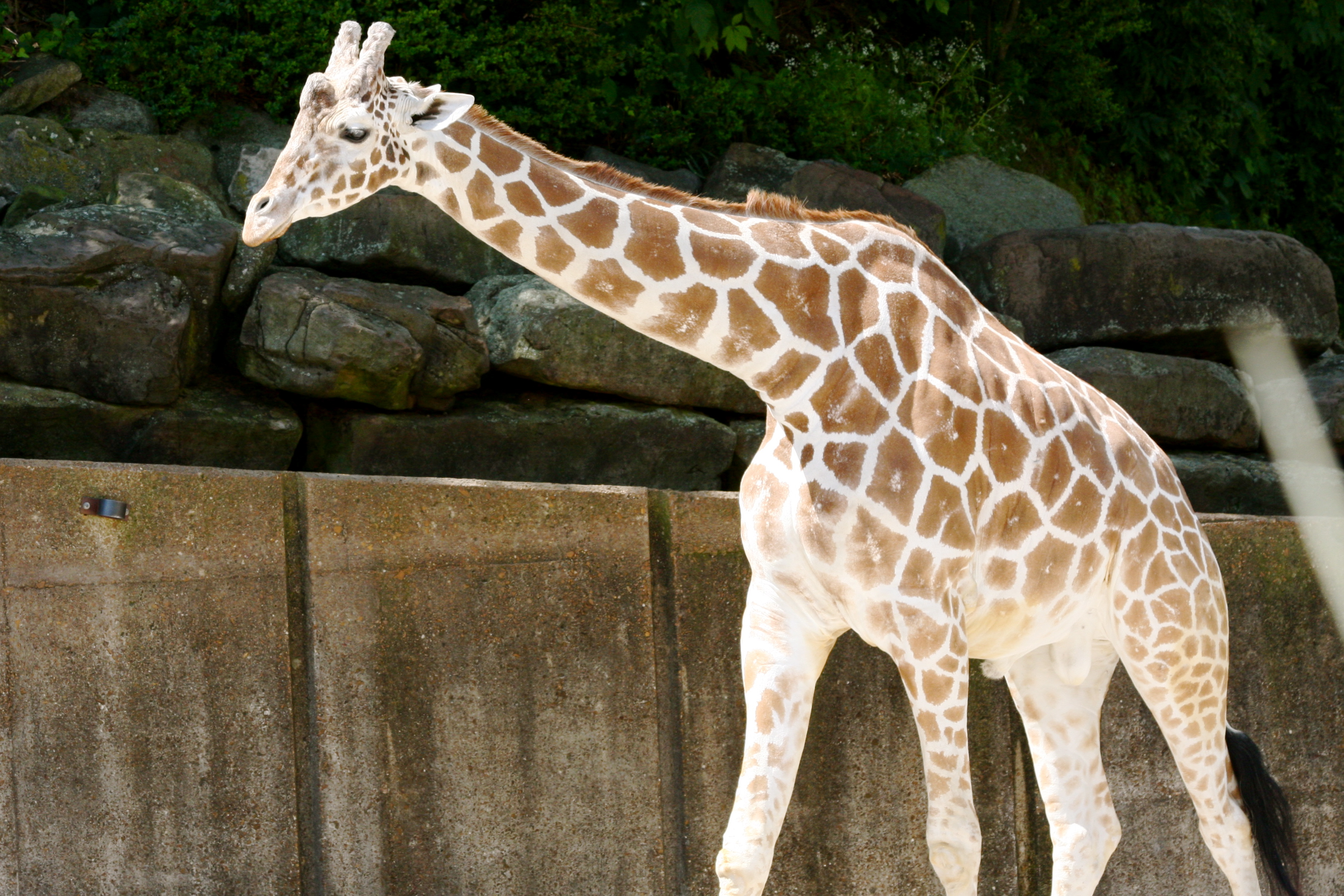
زرافه‌ای در حال قدم زدن در امتداد عقب محل اسکان خود در آفریکن ولت

حیواناتی که در این بخش ساکن هستند عبارتند از: فیل بیشه آفریقایی، کرگدن سفید جنوبی و زرافه سومالی همراه با گورخر گرنتز، آهوی گرانت و شترمرغ، هم چنین درنای تاج‌دار خاکستری، کل ابلق، کل سرخ، گورگوزن و تیزشاخ آفریقایی. طرح بسط مکان فیل‌ها در سال ۲۰۰۶ به پایان رسید و اکنون دارای استخری است که به فیل‌ها اجازه می‌دهد در آن آب‌تنی و حمام کنند.
جهان پرندگان آبزی
در این مکان، دو پل چوبی قرار دارد که بازدیدکنندگان از طریق آنها از روی تالاب عبور می‌کنند. اینجا منزلگاه حدود ۳۰ فلامینگوی شیلی و گونه‌های دیگری از پرندگان آبزی است.
پرندگان و زنبورها
این مکان در ماه مه ۲۰۰۹ افتتاح گردید. در اینجا می‌توان نگاه نزدیکی به دو کندوی زنبور عسل انداخت. نمایشگرهای اینجا توضیح می‌دهند که چه عواملی باعث خاص بودن زنبورها می‌گردد و نقش آنها در کشاورزی را شرح می‌دهد. فضای درونی اینجا به باغ پرندگان منتهی می‌شود که حدود ۵۰۰ عدد مرغ عشق را، که به‌طور معمول به عنوان طوطی شناخته می‌شوند، در خود جای داده است. اضافه بر تماشای این پرندگان رنگارنگ، بازدید کنندگان می‌توانند با پرداخت هزینه‌ای اندک با وسایلی که در دسترس است، با دانه ارزن به پرندگان غذا بدهند.
ناحیه مرکزی
چین

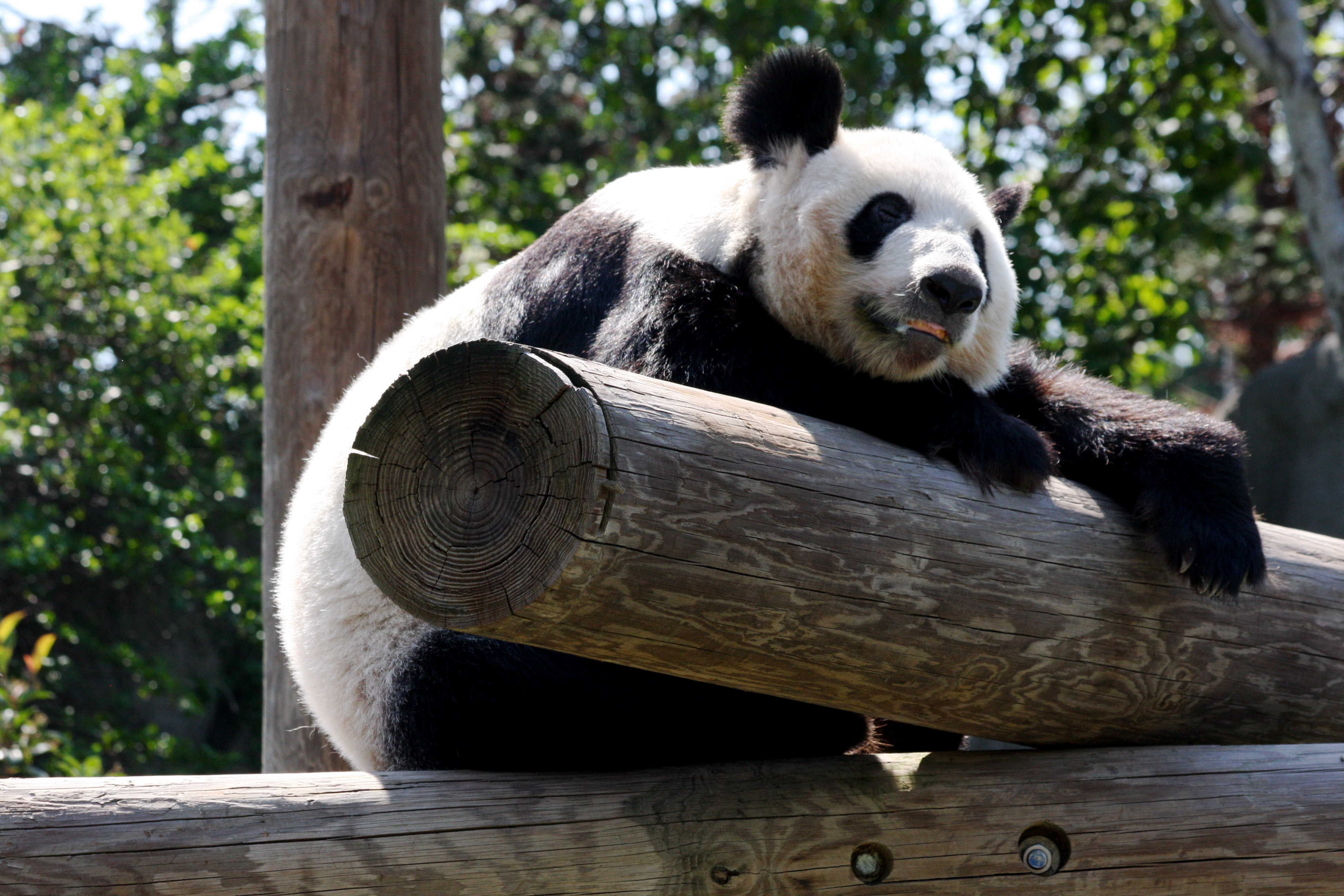
یک پاندا در باغ‌وحش ممفیس در حال لذت بردن از نور خورشید

این بخش که با هزینه‌ای معادل ۱۶ میلیون دلار در سال ۲۰۰۳ افتتاح گردید یک ناحیه جغرافیای جانوری است که به دنبال انتخاب باغ‌وحش ممفیس در بین چهار باغ‌وحش ایالات متحده برای سکنی گزیدن پاندای غول‌پیکر، ایجاد گردید. از دیگر جانورانی که به منظور حفظ گونه‌های چینی در معرض نمایش گذاشته شده‌اند شامل میمون سیاه کاکل‌دار، گوزن پر داوید، پاندای سرخ، دم‌بلند فرانسوا و مجموعه‌ای از پرندگان رنگارنگ همچون قرقاول طلایی و درنای کاکل‌قرمز می‌باشند.
پرایمیت کانیون
این بخش از باغ‌وحش در سال ۱۹۹۵ افتتاح شد که دارای محوطه طبیعی و فضای باز مکان نمایش برای گوریل جلگه‌ای غربی، اورانگوتان سوماترایی و میمون‌های درازدست غبغبی است. سایر حیوانات این بخش ماکاک دم‌شیری، لمور یالدار سیاه‌وسفید، میمون مونا، میمون سیاه کاکل‌دار، لمور یالدار سرخ، میمون بینی‌خال‌دار کوچک، شست‌بریده حبشی و بابون زرد هستند.
جاذبه تجاری کَت کانتری

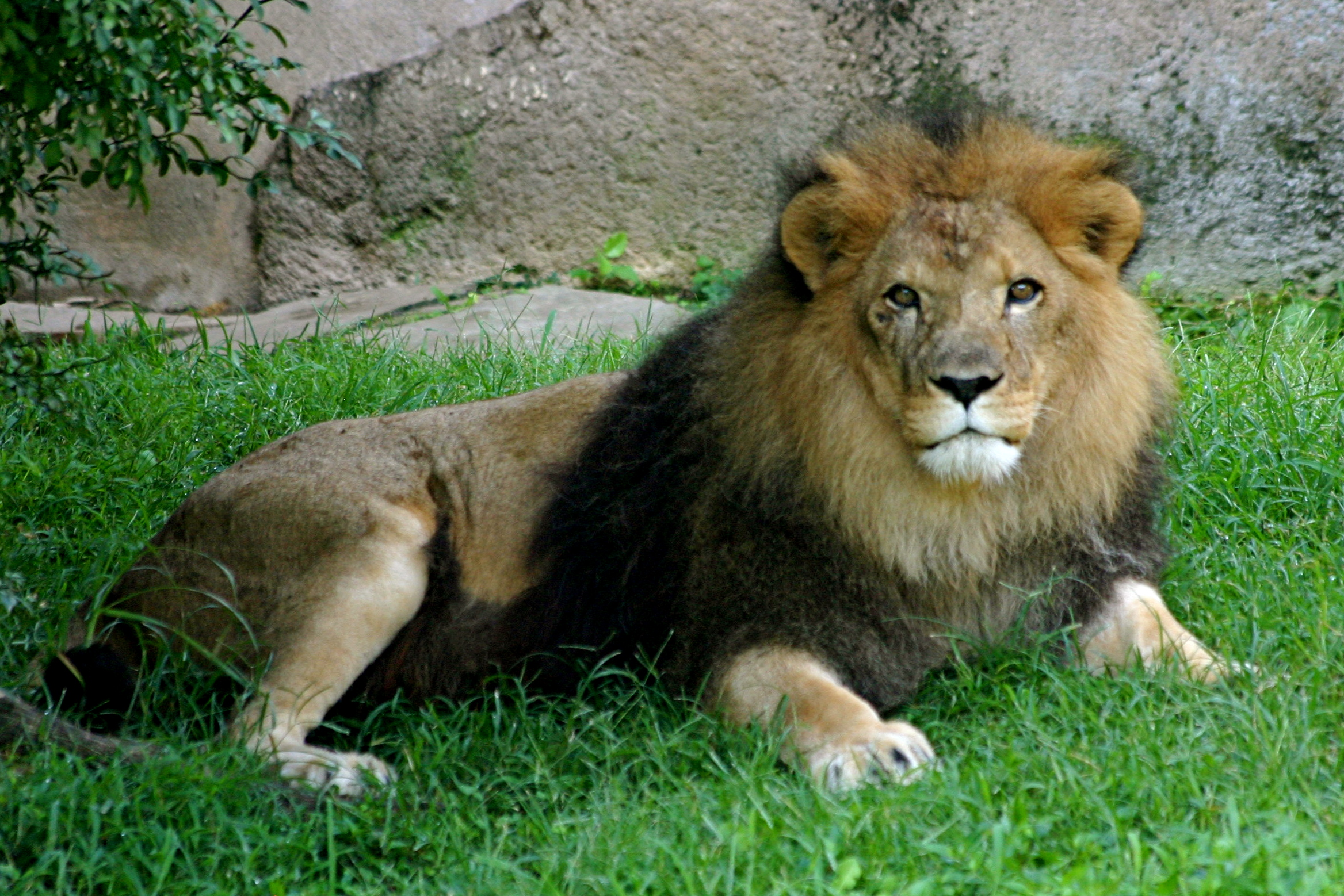
شیر آفریقایی به نام «فرِد»

این مکان نمایشی فضای باز به وسعت ۳ جریب فرنگی (۱٫۲ هکتار)، منزلگاه شیر آفریقایی، یوزپلنگ، برگچه‌خوار، پلنگ آمور، میرکت، کاراکال، روباه گوش‌خفاشی، شیر کوهی، ببر سوماترایی، ببر بنگال، جگوار، پلنگ برفی و پاندای سرخ است. باغ‌وحش، فرهنگ معماری بومی را برای اجرای ظاهر مکان نمایش حیوانات به کار گرفت (به عنوان، نمونه معبد ویرانه‌ای مکان نمایشی ببر سوماترا را احاطه کرده است). ساختمان قدیمی گوشت‌خوارسانان، مکانی که گربه‌سانان در آن ساکن بودند، تحت نوسازی قرار گرفت تا به رستوران اصلی باغ‌وحش، کافه کَت هاوس (Cat House Café)، تبدیل گردد.
کمپ اسب آبی رودخانه زامبزی
این مکان نمایش آفریقایی در سال ۲۰۱۶ افتتاح شد و در مجاورت پاویلیون پرایمیت و ورودی جنوبی آفریکن ولت واقع شده است.
بونوبوها

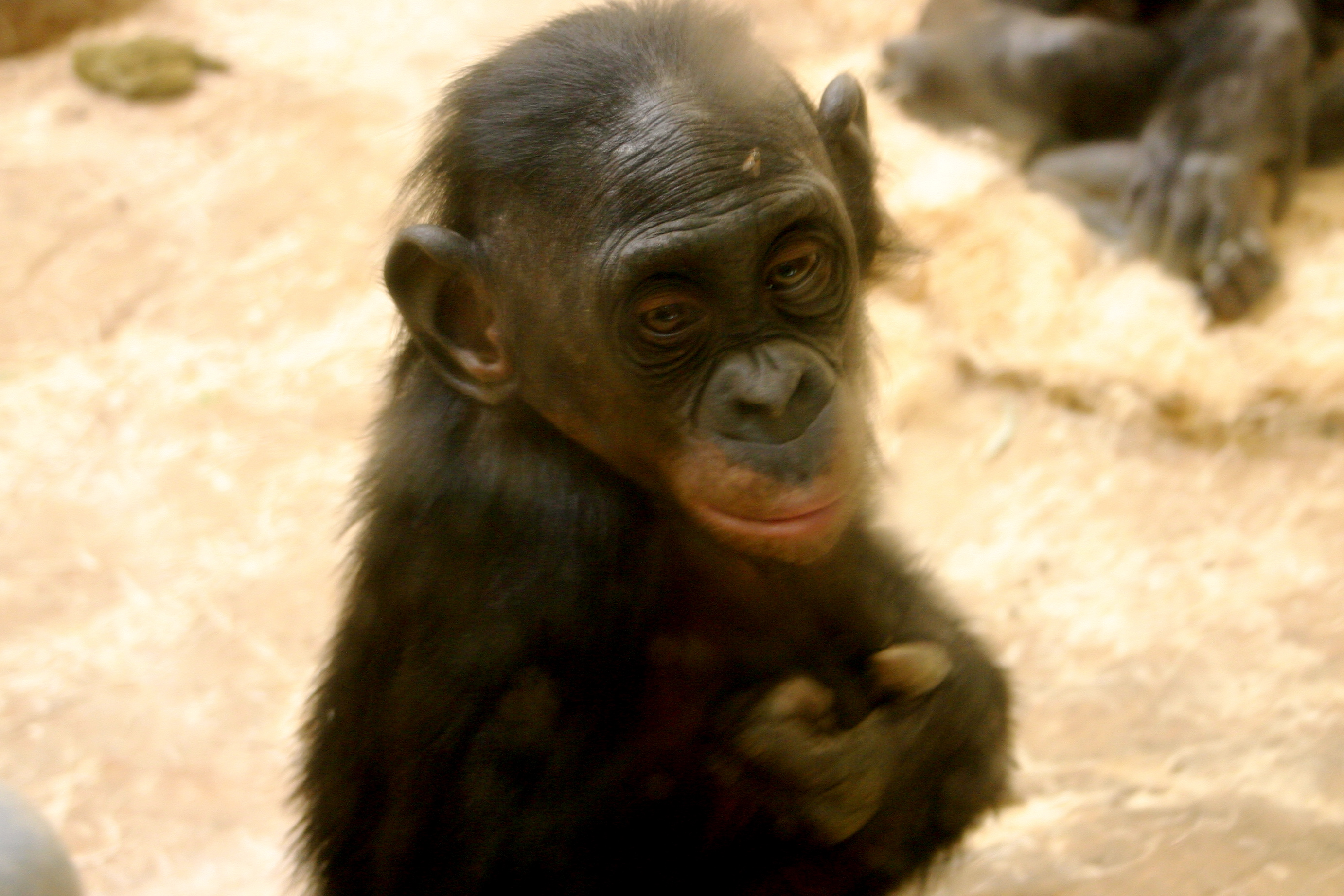
بچه بونوبو

شش عدد بونوبو (از جمله یک بچه بونوبو که در سال ۲۰۰۵ به دنیا آمد) در این مکان نمایش ترکیبی فضای باز/فضای سرپوشیده که در مقابل محوطه نمایش چین قرار دارد، ساکن هستند. بونوبو در گروه جانوران در معرض انقراض قرار دارد و فقط در حیات‌وحش جمهوری دموکراتیک کنگو یافت می‌شود.
حیوانات شب‌گرد
این مکان نمایشی چرخه روزانه حیوانات شب‌گرد را معکوس کرده و این فرصت را در اختیار بازدید کنندگان قرار می‌دهد تا حیوانات شب‌زی را در بیشترین حالت فعالیت خود مشاهده کنند. این مکان نمایشی پیرامون راه‌هوایی اصلی خفاش توسعه یافته است که این امکان را در اختیار بازدید کنندگان قرار می‌دهد تا پرواز و تغذیه خفاش‌ها را از نزدیک مشاهده کنند. این مکان همچنین طیف وسیعی از گونه‌های دیگر، از موریانه‌خوار تا وامبت را در معرض نمایش قرار داده است. این مکان نمایش همچنین کوسکوس خرسی را در معرض دید بازدید کنندگان گذاشته است که تنها در ۴ باغ‌وحش در سراسر جهان وجود دارد.
ناحیه غرب
لانه اژدها

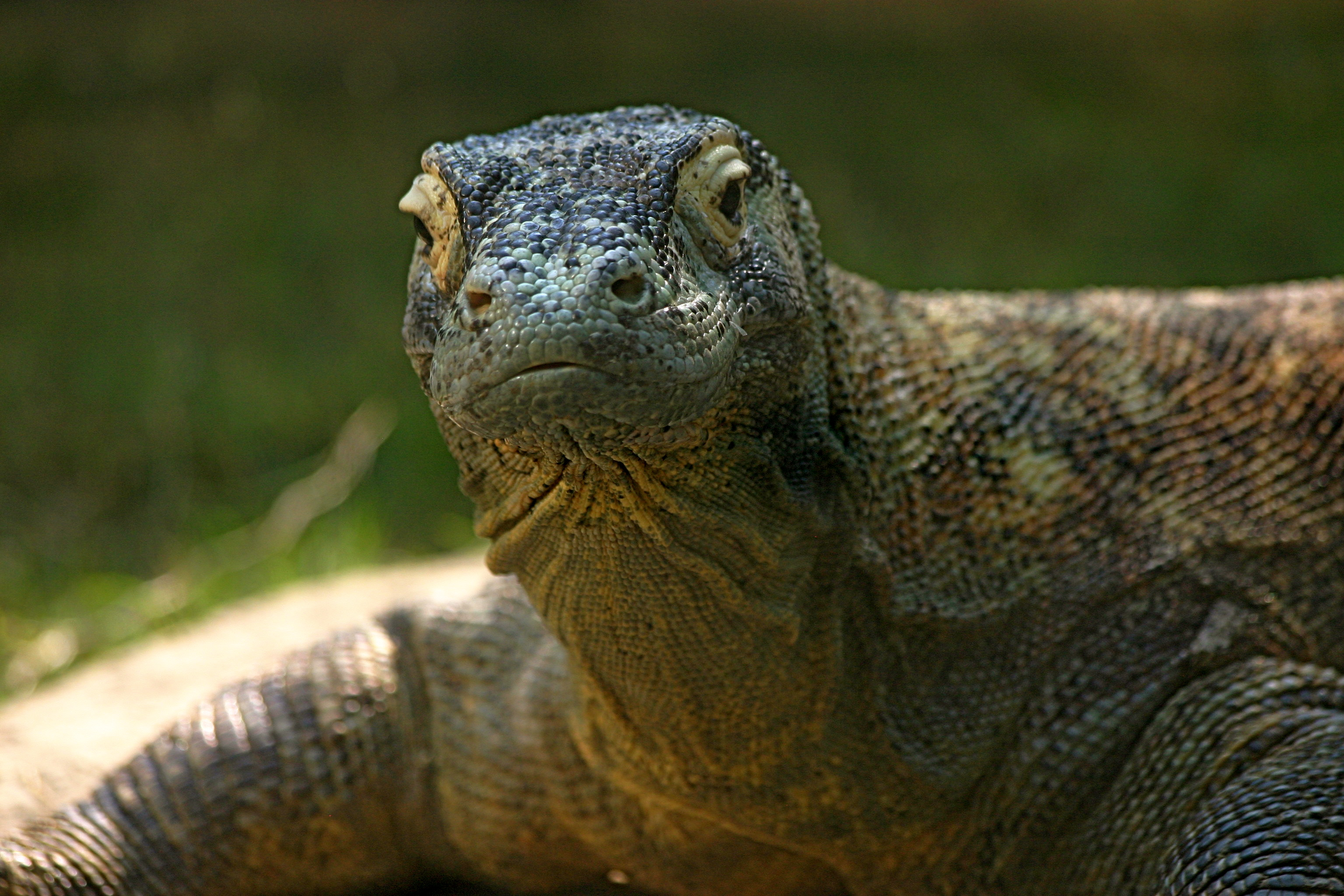
اژدهای کمودو در باغ‌وحش ممفیس

این مکان نمایشی به‌طور خاص برای اژدهای کومودو، بزرگ‌ترین مارمولک جهان ساخته شد. سه اژدها از مکان نمایشی با ویژگی فضای باز و سرپوشیده بهره می‌برند که به آنها اجازه می‌دهد تا در ماه‌های فصل سرما، محیط گرمی داشته باشند. در روزهای شنبه مسئولان نگهداری این حیوان، نحوه غذا دادن به آنها را در معرض دید بازدید کنندگان قرار می‌دهند.
خانه پرندگان گرمسیری
انواع پرندگان رنگارنگ در محوطه فضای باز حصارکشی‌شده می‌توانند در مدخل خانه پرندگان گرمسیری توسط بازدیدکنندگان مشاهده شوند. اینجا محل زندگی انواع پرندگان غیر بومی در سراسر جهان است که برخی از این پرندگان شاهین کوتوله، جغد سوراخ‌نشین، زاغی بال‌لاجوردی، مینای بالی، کوآی کاکلی، چشم‌سفید طلایی، کبوتر میوه‌خوار جامبو، جیجاق کاکل‌مخملی، نوک‌شاخ نوک‌سرخ، شهریارک تینیان، توکان توکو و لانه‌کن دم‌سفید هستند. در اینجا یک مسیر پیاده‌روی در تالار پرندگان وجود دارد که اجازه می‌دهد تا بازدید کنندگان با برخی از پرندگان، به ویژه هنگام غذا خوردن، ارتباط نزدیکی داشته باشند.
آکواریوم
بخش آکواریوم یکی از قدیمی‌ترین بخش‌های نمایشی در باغ‌وحش است که بوم‌سازگان آبی از هر دو نوع زیست در محیط آب شور و آب شیرین در بخش‌های مختلف آن وجود دارد. برخی از آبزیان و حیوانات در بخش آکواریوم لاک‌پشت بینی‌خوکی، مارماهیان برقی، پیرانای شکم قرمز، مارماهی سبز و شیرماهی قرمز هستند. بخش مارماهی برقی دارای ویژگی منحصر به فردی است که پالس‌های مارماهی برقی را به نمایشگر صوتی تصویری ارسال می‌کند.
صخره پنگوئن

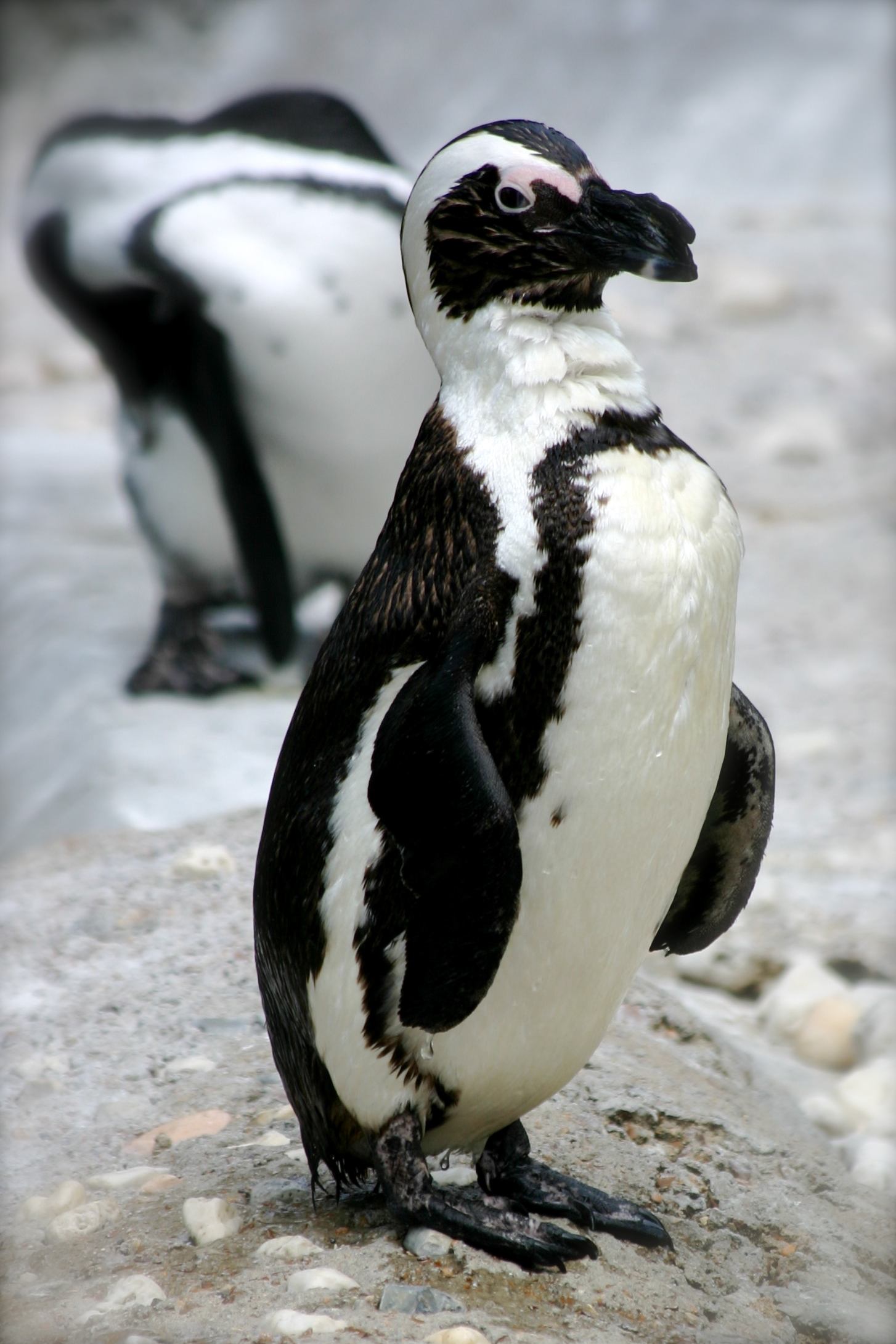
پنگوئن آفریقایی

بیش از ۳۰ عدد پنگوئن آفریقایی در بخش صخره پنگوئن، که در مقابل محوطه سوارکاری قرار دارد، زندگی می‌کنند. بخش پلیکان سفید آمریکایی در مجاورت آن واقع شده است.
روزی روزگاری مزرعه
این مکان نمایشی شبیه یک مزرعه‌ای در اوایل دهه ۱۹۰۰ ایجاد شده است. در این مزرعه اسب کاسپین، بز اهلی، سگ دشتی، مرغ اهلی، گوسفند بابیدول، گاو مینیاتوری، خوکچه هندی، مرغابی سفید و الاغ مینیاتوری زندگی می‌کنند. اضافه بر حیوانات مزرعه، یک کشتزار سبزیجات، یک قطعه زمین کشت پنبه و چند ردیف از کشت ذرت در معرض دید بازدید کنندگان قرار داده است که همراه با برخی از المان‌های ضروری یک مزرعه جنوبی در طی فصل رشد می‌باشد.
باغ خزندگان
باغ خزندگان روبروی بخش خانه پرندگان گرمسیری واقع شده است. این مکان منزلگاه مارهای باغ‌وحش همچون پایتون برمه‌ای، الیگاتور آمریکایی و مارمولک‌ها همچون سقنقور جزایر سلیمان و قورباغه‌ها همچون قورباغه زهرآگین آبی و قورباغه شاخدار آرژانتینی است. در این بخش سمندر مکزیکی، به اضافه تعدادی از سمی‌ترین مارهای جهان از قبیل مامبای سبز شرقی، مار زنگی پشت‌الماسی شرقی و مار زهرافکن نگهداری می‌شوند. اینجا منزلگاه لاک‌پشت گازگیر الیگاتور و لاک‌پشت‌های غول‌پیکر گالاپاگوس است.

## سایر ویژگی‌ها
محوطه سازی

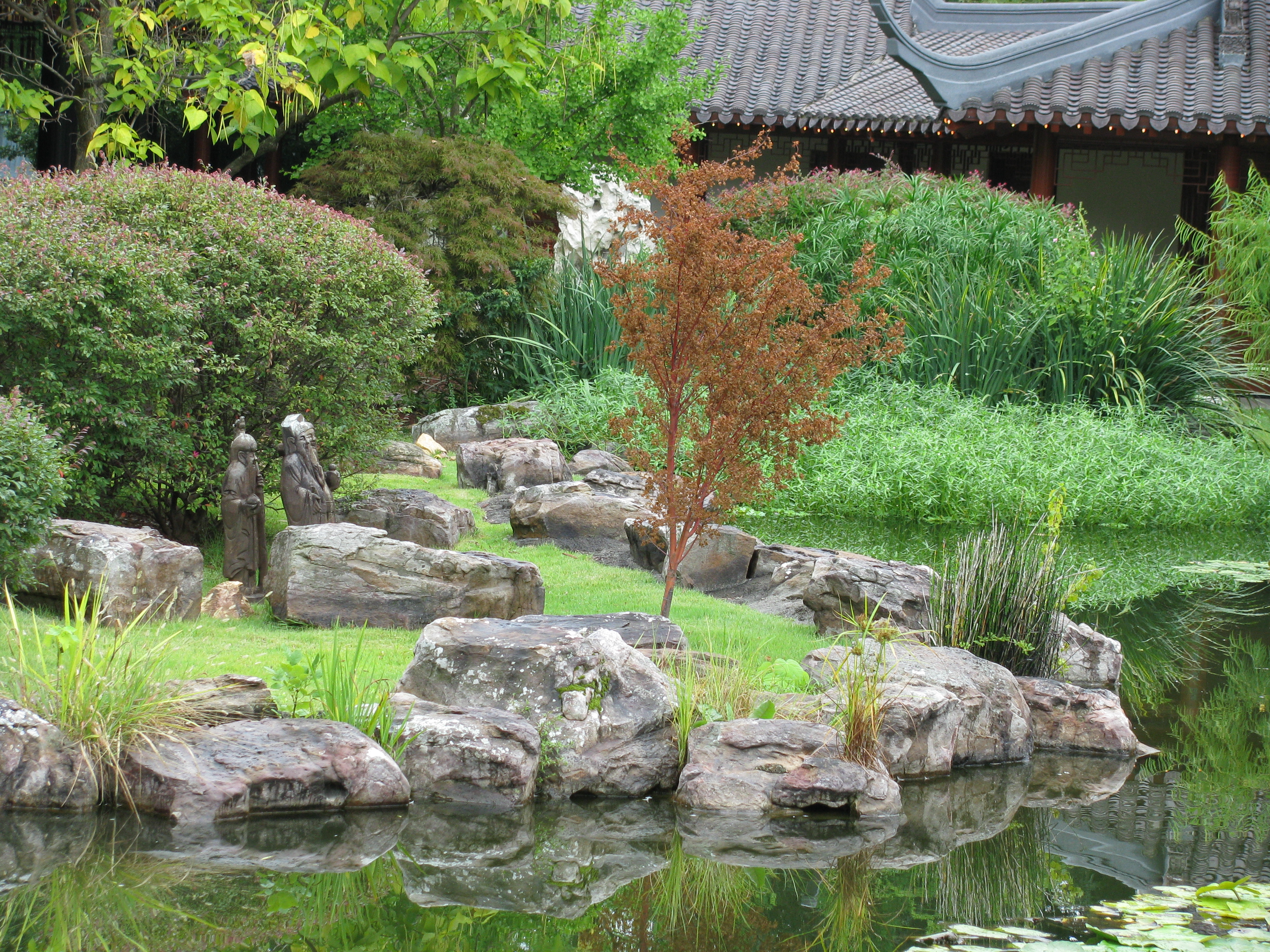
محوطه داخلی بخش نمایشی چین

محوطه سازی یا زمین‌آرایی و نماسازی در هر سه ناحیه باغ‌وحش، هم در فضای درون مکان‌های نمایش و هم مسیرهای تردد و ارتباطی بین آنها، نقش کلیدی ایفاء می‌کند. نمایه‌های آبی همچون برکه، آبشار، آبفشان و نهر، اضافه بر ساختار صخره‌ای دست‌ساز که در دیواره
های محدودسازی محوطه حیوانات آمیخته شده‌اند، المان‌های برجسته در طراحی کلی هستند. سایر المان‌های کلیدی زمین‌آرایی، ترکیب متنوعی از درختان، درختچه‌ها و گیاهان علفی فصلی هستند.
بیشتر درختان بزرگ از گونه‌های بومی از جمله شیرین‌ژد آمریکایی، چنار آمریکایی، درخت لاله و گروهی از درختان مختلف بلوط و گردوی گرمسیری هستند. برخی از مکان‌های نمایشی، گیاهانی را به کار گرفته‌اند که بر پایه زمینه مکان نمایش شکل گرفته‌اند، که از آن جمله زبان گنجشک زینتی چینی و بداغ در بخش چین و چند گونه از مخروطیان غربی و افرا و توس در بخش‌های گذرگاه شمال‌غربی و تتون ترِک هستند.
تعدادی باغ در باغ‌وحش تحت مراقبت و نگهداری هستند که در آنها گیاهان نقش اصلی را ایفاء می‌کنند. اضافه بر این، گیاهان گرمسیری در چند ناحیه، در طی ماه‌های تابستان رشد می‌کنند که برخی گونه‌های آن از قبیل موز، ختمی، خرزهره هستند که بر فراز پوشش گیاهی روی خاک همچون حسن یوسف و سیب‌زمینی شیرین رشد خود را انجام می‌دهند.
نشریه
اِکسزوبرَنس (Exzoobrance) یک نشریه دو ماهانه است که از سوی انجمن جانورشناسی ممفیس برای طرفداران و حامیان باغ‌وحش به منظور آگاهی از فعالیت‌ها، اطلاعات و اخبار مربوط به آن، منتشر می‌شود. هر جلد شامل تقویم رویدادها، شرحی از رخدادهای ویژه، اخبار مربوط به برنامه‌های آموزشی و حفاظت، اطلاعاتی در مورد حیوانات و مکان‌های نمایش آنها و صفحه کنشوری خردسال است. از سال ۲۰۰۹، نسخه‌های نشریه به صورت آنلاین بایگانی شده‌اند.

## حوادث
در روز ۸ ژانویه ۲۰۰۸، یک سگ بی‌صاحب از طریق در سرویس وارد باغ‌وحش ممفیس شد و قبل از اینکه مأموران بتوانند آن را بگیرند، به داخل مکان نمایش ببر پرید. کارکنان باغ‌وحش حواس ببرها را پرت کردند و به سگ اجازه دادند تا از مکان ببرها خارج شود و با وجود چند جراحت، زنده بماند.
در ماه مه ۲۰۰۹، یک نگهبان باغ‌وحش توسط یک ببر بنگال به دلیل کوتاهی در بستن دو در ایمنی داخلی، گاز گرفته شد و یک ببر توانست وارد دالانی شود که در برابر این گونه موارد ایمن نشده بود. این ببر که کوماری نام داشت به طریقی آرام گرفت و به‌طور ایمن به مکان خود بازگردانده شد.
در سال ۲۰۱۹، مردی که وارد باغ‌وحش ممفیس می‌شد، با تفنگی که در جیبش پنهان کرده بود، به قسمت بالای ران خود شلیک کرد. این حادثه باعث توجه به سیاست‌های باغ‌وحش در مورد سلاح گرم شد و مسئولان باغ‌وحش اعلام کردند که آن را مورد بررسی قرار خواهند داد.